# ロテノン
ロテノン (rotenone) は無臭の化合物で、フェニルプロパノイドの一種である。殺虫剤・殺魚剤・農薬として広く効果を持つ。天然にはある種の植物の根や茎に含まれる。ラットに投与するとパーキンソン症候群の原因となる。毒物及び劇物取締法により劇物に指定されている
。

## 歴史
エマニュエル・ジョフロア (Emmanuel Geoffroy) がフランス領ギアナを旅行していた際に、Robinia nicou、現在でいう Lonchocarpus nicou の標本から初めて見出した。この研究は彼の学位論文で扱われるところとなったが、寄生虫感染症で死去したため爾後1895年に発表された。その後の研究により、かつてジョフロアがニコウリン (nicouline) と名づけた物質はロテノンと同一であることが示された。

## 用途
溶液が農薬、殺虫剤として用いられる。
また、粉末もしくは乳液として、望まれない種の魚類（本来の生息地が異なる外来魚など）の管理・除去に使われる。ロテノンを植物から抽出し、水中に散布することによって魚を捕らえる方法が知られている。ロテノンを使うと魚が水面に浮かび上がり、容易に捕らえることができる。根を砕いて使う初歩的な方法であるが、さまざまな原住民によって使われた。ロテノンは消化器からは吸収されにくいため、このようにして捕らえた魚は食用に供することができる。一方、魚の場合ではえらから血液中に容易に取り込まれる。
粉末はニワトリなどの家禽に寄生するダニの駆除にも使用される。

## 作用機序
ミトコンドリア中の電子伝達系を阻害することによって効果を発揮する。具体的には、呼吸鎖複合体I中の鉄・硫黄中心からユビキノンへの電子の移動を妨げる。これによってNADHからATP（細胞のエネルギー源）への変換が行われなくなる。

## 植物での存在
熱帯性および亜熱帯性植物、特にロンコカルプス属 (Lonchocarpus) やデリス属 (Derris) の根や茎から抽出される。
ロテノンを含む植物を以下に挙げる。
- Hoary Pea、ゴーツ・ルー (Goat's Rue)、ヒカマ (Jícama) (Tephrosia virginiana) - 北アメリカ
- Cubé Plant, Lancepod (Lonchocarpus utilis) - 南アメリカ[6]、根からの抽出物は Cubé resin と呼ばれる
- バルバスコ (Barbasco) (Lonchocarpus urucu) - 南アメリカ[6]
- Tuba Plant (Derris elliptica) - 東南アジア、太平洋諸島南西部、根からの抽出物は Derris または Derris root と呼ばれる
- シダレトバ (Jewel Vine) (Derris involuta) - 東南アジア、太平洋諸島南西部
- Derris thyrsiflora - インドのミゾ (Mizo) 族は柔らかい根を野菜として食用にする
- ズボイシア (Duboisia) - オーストラリアに生育する潅木。白い塊状の花と液果状の果実をつける。アボリジニは粉砕した植物体を漁に用いる
- ビロードモウズイカ (Verbascum thapsus)

## 毒性
世界保健機関 (WHO) は「中程度に危険性がある」 (moderately hazardous) と分類している。ヒトや他の哺乳類に対しては中程度の毒性だが、昆虫や魚などの水生生物にとっては猛毒である。この毒性の違いについては、脂溶性のロテノンはえらや気管からは容易に吸収されるのに対し、皮膚や消化器からは吸収されにくいということから説明される。
小児での最低致死量は143mg/kgである。飲み込むと嘔吐をもよおすため、ヒトでの死亡事例はまれである。自ら意図して摂取した場合、致命的となりうる 。
日光に当てると分解し、通常の条件では6日程度の寿命である。
アメリカ合衆国農務省の国家有機農作物プログラム (National Organic Program) で非合成物と認められており、有機農法に使えるとされている。

### パーキンソン症候群
2000年、ラットにロテノンを注射するとパーキンソン症候群の発症の原因となる、と報告された。試験内容は、組織への浸透性を高める目的でジメチルスルホキシドとポリエチレングリコールをロテノンと混合し、5週間にわたって頸静脈への注射を続けるというものであった 。
この研究は、ロテノンへの被曝がヒトにおけるパーキンソン症候群の原因となることを直接的に示すものではないが、環境中に存在する毒への継続的な接触が発病の可能性を高める、という考え方と矛盾しない。
また、ラットの神経細胞（ニューロン）および小膠細胞の初代培養細胞は、酸化的損傷を受ける、あるいはドーパミン作動性ニューロンの死が起こるロテノン量が少ない（10nM以下）ことが示されている。パーキンソン症候群により死ぬのは、脳の黒質のそれらの神経細胞である。
神経毒である1-メチル-4-フェニル-1,2,3,6-テトラヒドロピリジン (MPTP) が（ラットではなくヒトなど霊長類で）パーキンソン症候群の原因となることは以前より知られており、これは複合体Iの電子伝達系を阻害し、黒質中ドーパミン作動性ニューロンを殺すことによるものとされている。この前例により、ロテノンは同様にパーキンソン症候群を引き起こす可能性があると考えられ、研究が行われた。MPTPとロテノンはともに脂溶性であり、血液脳関門を通過することができる。